# Burgunderviertel
Das Burgunderviertel ist ein urbanes Viertel im Dortmunder Ortsteil Hörde mit 3788 Einwohnern Stand 2018. Unter allen Hörder Vierteln weist das Burgunderviertel in den vergangenen Jahren den stärksten Bevölkerungszuwachs auf. Im Vergleich zu den anderen Stadtteilen wohnen im Burgunderviertel besonders viele Singles und junge Paare. Ende 2016 wurde das Viertel in das Programm „Soziale Stadt Stadtumbau Hörde“ aufgenommen und durch zahlreiche Maßnahmen aufgewertet.

## Lage und Abgrenzung
Namensgebend ist die Burgunderstraße, welche bis 1928 im Zuge der Eingemeindung Hördes Sedanstraße hieß. Das Viertel schließt westlich an das Neumarktviertel, östlich an Clarenberg an und ist über die Hörder Brücke mit der Hörder Innenstadt verbunden. Ausgehend von der Brücke und dem Bahnhof Hörde stellt die Alte Benninghofer Straße den Eingang ins Viertel dar. Die Grenzen verlaufen zwischen Schildstraße, Gildenstraße, Teutonenstraße und Am Bruchheck.

### Architektur
Das Viertel ist ein urbaner Wohnstandort mit dichter Blockrandbebauung. Es gibt vorwiegend 3-geschossige Mehrfamilienhäuser, viele davon Altbauten die den Zweiten Weltkrieg relativ unbeschadet überstanden haben. Die Bebauung wurde überwiegend für die Angestellten des ehemaligen Stahl- und Hüttenwerk Phoenix errichtet. Neben Wohnungen für einfache Arbeiter wurden großzügige Wohnungen für höhere Angestellte gebaut. Besonders die Stadtvillen in der Virchowstraße stechen mit ihren Schmuckfassaden heraus.

## Kultur
Bedeutende kulturelle Institution ist das Turbo Prop Theater. Daneben wohnen und arbeiten viele Künstler im Viertel.

## Verkehr
Das Viertel ist über die Haltestelle Clarenberg U41 an das Dortmund Stadtbahnnetz angeschlossen. Der Bahnhof Dortmund-Hörde grenzt im Norden an das Viertel.

## Öffentliche Einrichtungen
Die Ortho-Klinik Dortmund liegt zentral in der Virchowstraße im Viertel.

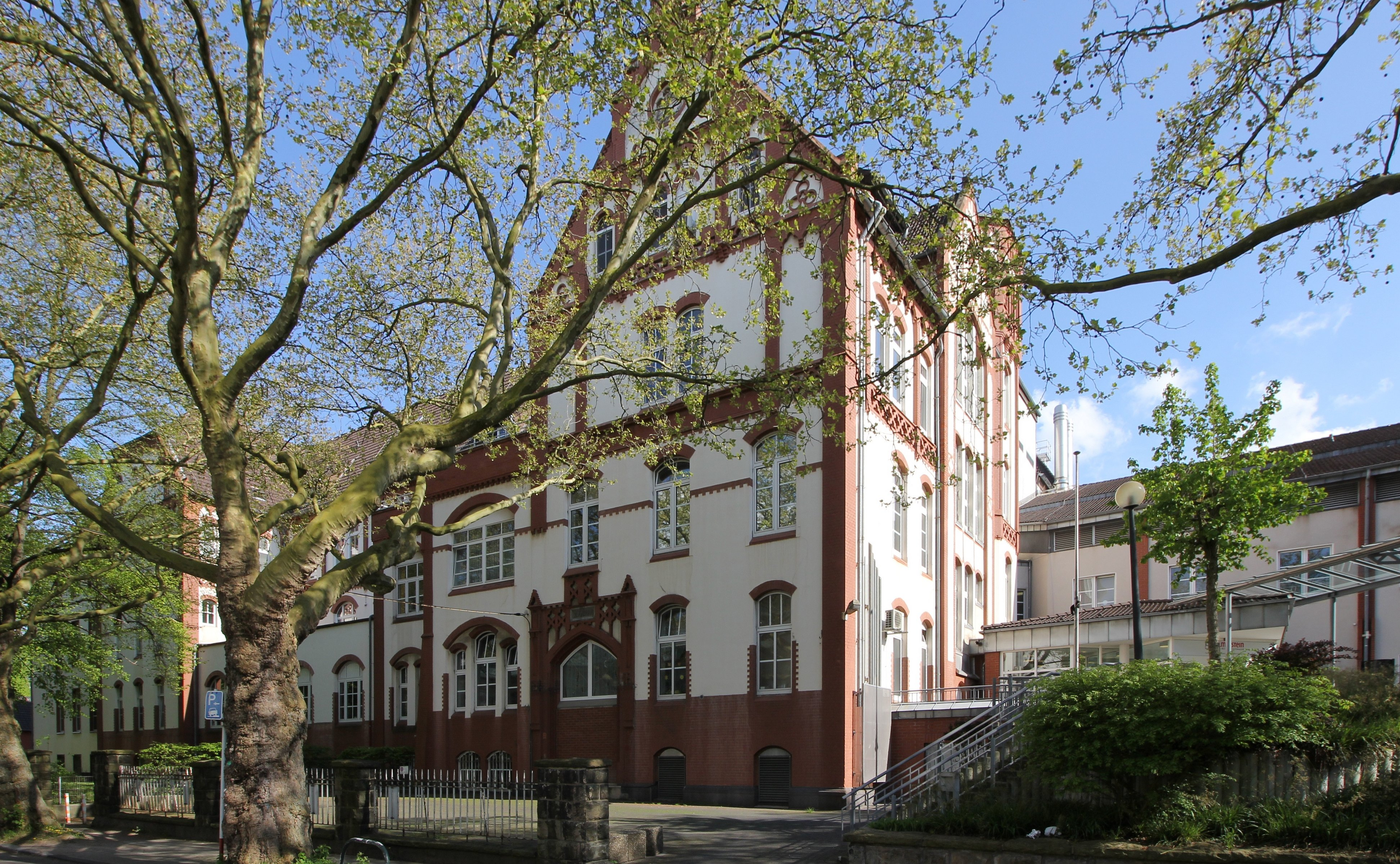
Ortho-Klinik